# Giải Thiên văn học Helen B. Warner
Giải Thiên văn học Helen B. Warner là một giải thưởng của Hội Thiên văn học Hoa Kỳ, được trao hàng năm cho các nhà thiên văn học trẻ (dưới 36 tuổi, hoặc mới đậu bằng tiến sĩ trong vòng 8 năm trở lại) có đóng góp đáng kể vào thiên văn học quan sát hoặc lý thuyết.

## Các người đoạt giải
Danh sách này từ trang Web của Hội Thiên văn học Hoa Kỳ.
- 1954 Aden Meinel
- 1955 George Herbig
- 1956 Harold Johnson
- 1957 Allan Sandage
- 1958 Merle F. Walker
- 1959 E. Margaret Burbidge, Geoffrey Burbidge
- 1960 Halton Arp
- 1961 Joseph W. Chamberlain
- 1962 Robert Kraft
- 1963 Bernard F. Burke
- 1964 Maarten Schmidt
- 1965 George W. Preston
- 1966 Riccardo Giacconi
- 1967 Pierre Demarque
- 1968 Frank J. Low
- 1969 Wallace L. W. Sargent
- 1970 John N. Bahcall
- 1971 Kenneth Kellermann
- 1972 Jeremiah P. Ostriker
- 1973 George Carruthers
- 1974 Dimitri Mihalas
- 1975 Patrick Palmer, Ben Zuckerman
- 1976 Stephen E. Strom
- 1977 Frank Shu
- 1978 David Schramm
- 1979 Arthur Davidsen
- 1980 Paul C. Joss
- 1981 William H. Press
- 1982 Roger Blandford
- 1983 Scott D. Tremaine
- 1984 Michael S. Turner
- 1985 Lennox L. Cowie
- 1986 Simon D. M. White
- 1987 Jack Wisdom
- 1988 Mitchell C. Begelman
- 1989 Nicholas Kaiser
- 1990 Ethan T. Vishniac
- 1991 Shrinivas Kulkarni
- 1992 Edmund Bertschinger
- 1993 John F. Hawley
- 1994 David N. Spergel
- 1995 E. Sterl Phinney
- 1996 Fred C. Adams
- 1997 Charles C. Steidel
- 1998 Marc Kamionkowski
- 1999 Lars Bildsten
- 2000 Wayne Hu
- 2001 Uros Seljak
- 2002 Adam Riess
- 2003 Matias Zaldarriaga
- 2004 William Holzapfel
- 2005 Christopher Reynolds
- 2006 Re'em Sari
- 2007 Sara Seager
- 2008 Eliot Quataert
- 2009 Scott Gaudi
- 2010 Scott Ransom